# 302. Infanterie-Division (Wehrmacht)
La 302. Infanterie-Division fu una divisione dell'esercito tedesco attiva durante la seconda guerra mondiale che venne creata nel 1940 e fu prima schierata a Dieppe, in Francia, come forza di occupazione e poi lungo il fronte orientale dove fu distrutta nel 1944.

## Storia

### Formazione e schieramento in Francia
La divisione fu costituita il 12 novembre 1940, nel Meclemburgo orientale, in Pomerania da un terzo della 75. Infanterie-Division e della 292. Infanterie-Division e nell'aprile 1941 fu trasferita a Dieppe, nel nord della Francia, come forza di occupazione. Il 19 agosto 1942 durante l'operazione Jubilee le truppe canadesi sbarcarono nella zona di Dieppe; un reggimento canadese sbarcò a Puys e si trovò subito sotto il fuoco tedesco, infatti nel giro di un'ora la maggior parte dei canadesi fu uccisa o catturata, nel mentre la fanteria e i mezzi corazzati alleati sbarcarono sulla spiaggia, dove furono immediatamente colpiti dal fuoco delle mitragliatrici pesanti. I carri armati Churchill rimasero bloccati nelle barriere e furono per lo più distrutti; anche i rinforzi non sono riusciti a cambiare la situazione e dopo aver subito pesanti perdite le truppe furono ritirate. La RAF britannica e la RCAF canadese persero 119 aerei, per lo più Spitfire. Il 10 ottobre 1942 la divisione fu riorganizzata in una divisione d'attacco per l'est nella zona di Amiens.

### Il Fronte Orientale
Dal 28 dicembre 1942 la divisione fu trasferita sul fronte orientale e fu schierata vicino a Voroshilovgrad. Il suo compito era quello di impedire all'Armata Rossa di avanzare ulteriormente da est o da nord finché l'Heersgruppe A non avesse lasciato l'area a sud del Don attraverso la testa di ponte di Kuban. All'inizio di febbraio 1943 la divisione si ritirò nel Mius e prese una nuova posizione a est del fiume nei pressi di Ivanovka, dove gli attacchi nemici si placarono nella primavera del 1943.
Il 17 luglio 1943 l'Armata Rossa lanciò una nuova offensiva nel settore della divisione, l'attacco fu respinto il 1° agosto, nonostante ciò ricevette l'ordine di lasciare le sue posizioni sul Mius e iniziò così un movimento di ritirata che si concluse solo nell'ottobre 1943, nella testa di ponte di Nikopol sul Dnepr, tuttavia la divisione aveva subito pesanti perdite. Il fianco sinistro si trovava sulla valle fluviale del Dnepr, mentre l'Infanterie-Regiment 570 fu schierato sulla sponda nord del fiume. Duranti pesanti combattimenti difensivi, l'ala sinistra della divisione fu respinta dalla riva del Dnepr e si consolidò in una linea che mantenne fino al gennaio 1944, nonostante i diversi attacchi sovietici. Poiché i reggimenti furono notevolmente indeboliti dai precedenti scontri alcuni battaglioni furono sciolti e distribuiti tra gli altri reggimenti.
Il 1º febbraio 1944, l'8ª armata delle guardie russe si spinse verso la testa di ponte e vista la situazione, la testa di ponte di Nikopol fu abbandonata. Alla divisione fu affidato il compito di respingere il nemico che nel mentre era avanzato tra Bolshaya e Kostromka, per consentire alle unità tedesche intrappolate di ritirarsi. L'attacco della divisione iniziò l'8 febbraio e la città fu tenuta fino al 26 febbraio, quando i resti della divisione riuscirono a ritirarsi attraverso l'Inguletz. L'Armata Rossa lanciò anche diversi attacchi contro la divisione, che fungeva da retroguardia, ma questi furono respinti; la divisione fu colta da un contrattacco sovietico, subendo pesanti perdite e attraversò l'Ingul il 17 marzo; si ritirò quindi combattendo passando per Nikolayev, dove fu integrata nel fronte difensivo attorno la città. Il 24 marzo la zona fu evacuata e la divisione si trasferì in una posizione sulla riva occidentale del Bug, continuò poi la ritirata verso il Dnestr.
Le unità della divisione si ritirarono verso Odessa, la divisione attraversò il Dnestr il 16 aprile 1944 e fu integrata in un nuovo fronte difensivo da sud-est di Tighina e riuscì a isolare e restringere una testa di ponte sovietica vicino a Tiraspol. Dal 20 aprile 1944 il fronte si stabilizzò fino al 20 agosto 1944, quando iniziò la grande offensiva russa contro l'Heersgruppe Südukraine; la divisione fu cacciata dalle sue posizioni e poi dovette ritirarsi combattendo, finché non fu circondata e distrutta il 26 agosto 1944 nell'area a ovest di Gura Galbena, a est del Bug. Le parti rimanenti della divisione sono state utilizzate per rinfrescare la 76. Infanterie-Division e 15. Infanterie-Division. Con ordinanza del 9 ottobre 1944 la divisione fu dichiarata sciolta con effetto immediato.

## Ordine di battaglia
302.Infanterie-Division 1940
- Infanterie-Regiment 570
- Infanterie-Regiment 571
- Infanterie-Regiment 572
- Artillerie-Regiment 302
- Pionier-Bataillon 302
- Panzerjäger-Abteilung 302
- Infanterie-Divisions-Nachrichten-Abteilung 302
- Infanterie-Divisions-Nachschubführer 302

302. Infanterie-Division 1944
- Grenadier-Regiment 570
- Grenadier-Regiment 572
- Divisionsgruppe 125
- Artillerie-Regiment 302
- Pionier-Bataillon 302
- Feldersatz-Bataillon 302
- Schnelle Abteilung 302
- Radfahr-Abteilung 302
- Infanterie-Divisions-Nachrichten-Abteilung 302
- Infanterie-Divisions-Nachschubführer 302

## Decorazioni
Alcuni soldati della 302. Infanterie-division furono premiati per le loro azioni in guerra:
- Croce Tedesca
  - in oro: 3
  - in argento: 1
- Croce di Cavaliere della croce di ferro: 3
- Distintivo per combattimenti ravvicinati:
  - in bronzo: 1

## Comandanti
- Generalleutnant Konrad Haase (15 novembre 1940 - 26 novembre 1942)
- Generalleutnant Otto Elfeldt (26 novembre 1942 - 12 novembre 1943)
- Generalleutnant Karl Rüdiger (12 novembre 1943 - 25 gennaio 1944)
- Generalleutnant Erich von Bogen (25 gennaio 1944 - luglio 1944)
- Oberst Willi Fischer (luglio 1944 - agosto 1944)[1]